# デヴィッド・シルヴィアン

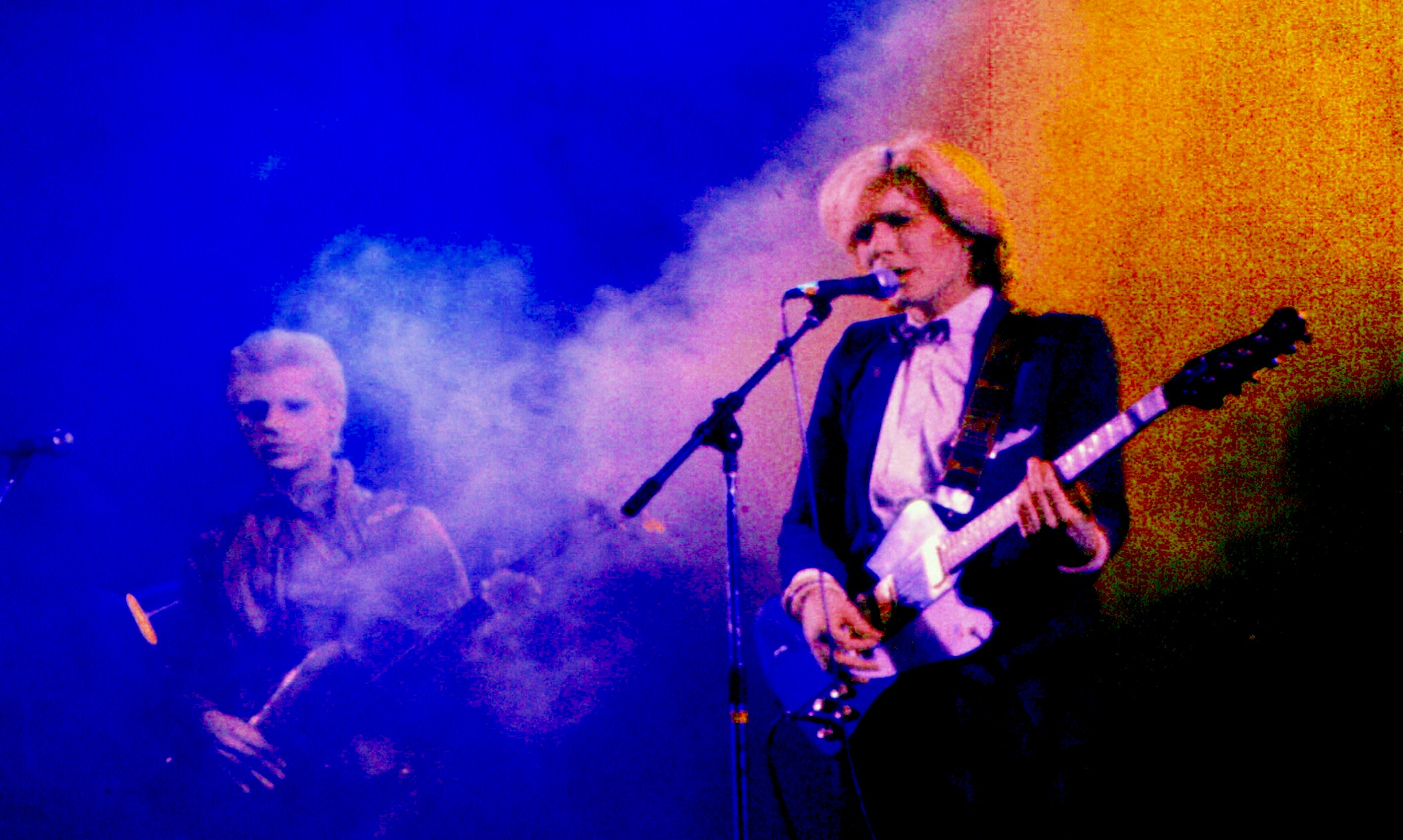
ミック・カーン（左）とデヴィッド・シルヴィアン (1979年)

デヴィッド・シルヴィアン（David Sylvian、本名：David Batt、1958年2月23日 - ）は、英国・ケント州ベッケンハイム出身のシンガーソングライター、ミュージシャンである。
1974年、ミック・カーン、リチャード・バルビエリ、実弟のスティーヴ・ジャンセンと共にジャパンを結成。1978年、ロブ・ディーンをメンバーに加えて、アルバム『果てしなき反抗（英題：Adolescent Sex）』にてデビュー。
1982年、ジャパン解散後、ソロに転向。以降ソロ・アルバムと共に坂本龍一やロバート・フリップ等のミュージシャンとのコラボレーション作品を多数発表している。
優れたボーカリストであると同時に優れたコンポーザーでもあり、ソロに転向してからは電子音楽やアンビエントを追求。その音楽性は前衛音楽やジャズ・フュージョン、オルタナティヴ・ロックなど多岐に亘り、インストゥルメンタルも数多く手掛けるようになった。
2006年には弟ジャンセン、フランジャーで知られるケルンのダブ、電子音楽系作家であるバーント・フリードマンの3人で結成した新バンド、「ナイン・ホーセス」がデビュー。ファースト・アルバム『スノー・ボーン・ソロウ』には坂本龍一らも参加し、バンドサウンドと電子的な音作りが調和した起伏に富んだ構成となっている。
私生活では1992年にアメリカの歌手イングリッド・シャヴェイズと結婚。2女をもうけるが、2005年に離婚した。

## ディスコグラフィ

### ソロ・アルバム
- 『ブリリアント・トゥリーズ』 - Brilliant Trees（1984年）
- 『錬金術』 - Alchemy: An Index of Possibilities（1985年）
- 『ゴーン・トゥ・アース』 - Gone to Earth（1986年）
- 『シークレッツ・オブ・ザ・ビーハイヴ』 - Secrets of the Beehive（1987年）
- 『デッド・ビーズ・オン・ア・ケイク』 - Dead Bees on a Cake（1999年）
- 『アプローチング・サイレンス』 - Approaching Silence（2000年） ※インストゥルメンタル作品のベスト盤
- 『エヴリシング&ナッシング』 - Everything and Nothing（2000年） ※リマスター・未発表曲・新録含むベスト盤
- 『カンファ』 - Camphor（2002年） ※インストゥルメンタル作品のベスト盤・全曲リマスター
- 『ブレミッシュ』 - Blemish（2003年）
- 『オンリー・ドーター〜ブレミッシュ・リミキシーズ』 - The Good Son vs. The Only Daughter（2005年） ※『ブレミッシュ』のリミックス盤
- 『ウェン・ラウド・ウェザー・バフィッテッド・ナオシマ』 - When Loud Weather Buffeted Naoshima（2007年）
- 『マナフォン』 - Manafon（2009年）
- 『スリープウォーカーズ』 - Sleepwalkers（2010年） ※コラボレーション作品のコンピレーション
- 『ダイド・イン・ザ・ウール マナフォン・ヴァリエーションズ』 - Died in the Wool（2011年） ※『マナフォン』のリミックス&新録。藤倉大、ヤン・バング、エリック・オノレ参加
- 『ア・ヴィクティム・オブ・スターズ1982-2012』 - A Victim of Stars 1982-2012 （2012年） ※未発表曲含むベスト盤
- 『いくつかの家に射し込む光』 - There's a Light That Enters Houses With No Other House in Sight（2014年）

### コラボレーション
坂本龍一（すべてシングル）
- 「バンブー・ハウス／バンブー・ミュージック」 - "Bamboo Music/Bamboo Houses"（1982年）
- 「禁じられた色彩」 - "Forbidden Colours"（1983年） ※映画『戦場のメリークリスマス』のテーマ曲「メリー・クリスマス ミスターローレンス」のトラックに、デヴィッドが歌詞・メロディーを作り、歌を乗せたボーカル・バージョン。タイトルは三島由紀夫の「禁色」から引用。1983年7月全英シングルチャート16位。

ボーカル・バージョン
- 「体内回帰」 - "tainaikaiki II"（1992年）
- 「ZERO LANDMINE」 (2001年) ※N.M.L.名義
- 「WORLD CITIZEN -I won't be disappointed-」 - "World Citizen -I won't be disappointed-"（2003年） ※J-WAVEのタイアップ曲

高木正勝（シングル）
- "Exit / Delete Featuring David Sylvian"（2004年）

矢野顕子（アルバム）
- 『愛がなくちゃね。』（1982年）

土屋昌巳（アルバム）
- 『LIFE IN MIRRORS』（1987年）

ホルガー・シューカイ（アルバム）
- 『プライト&プレモニション』 - Plight & Premonition（1988年）
- 『フラックス・アンド・ミュータビリティ』 - Flux + Mutability（1989年）

ラッセル・ミルズ（アルバム）
- Ember Glance: The Permanence of Memory（1991年）

ロバート・フリップ（アルバム）
- 『ザ・ファースト・デイ』 - The First Day（1993年）
- 『ダーシャン』 - Darshan (The Road To Graceland)（1993年） ※EP
- 『ダメージ』 - Damage（1994年） ※ライブ盤

蓜島邦明 (サウンドトラック)
- 『MONSTER オリジナル・サウンドトラック』（2004年） ※アニメ『MONSTER』の前半期エンディング・テーマ「for the love of life」を作詞し、歌っている

ナイン・ホーセス
- 『スノー・ボーン・ソロウ』 - Snow Borne Sorrow（2006年） ※スティーナ・ノルデンスタム参加
- 『マネー・フォー・オール』 - Money for All（2006年）